# Třída Conflict (1894)
Třída Conflict byla třída torpédoborců Britského královského námořnictva. Celkem byly postaveny tři jednotky této třídy. Ve službě byly v letech 1899–1920.
Třída Conflict představovala jednu ze sedmnácti podtříd raných britských torpédoborců od různých výrobců, které jsou souhrnně označovány jako třída A. Torpédoborce třídy A neměly jednotný design, ale důraz byl u nich kladen na jednotnou rychlost (u prvních tří podtříd 26 uzlů a u zbývajících čtrnácti podtříd 27 uzlů). Třída Conflict patřila do druhé skupiny označováné jako „27-knotters“.

## Stavba
Britská loděnice J. Samuel White v Cowesu postavila celkem tři jednotky této třídy. Do služby byly přijaty roku 1899. Torpédoborce měly potíže dosáhnout požadované rychlosti, což přispělo k jejich pozdnímu zařazení do služby. Loděnice White navíc nezískala zakázku v rámci objednávek na další generaci 30uzlových torpédoborců.
Jednotky třídy Conflict:
| Jméno        | Založení kýlu | Spuštěn           | Vstup do služby | Osud          |
| ------------ | ------------- | ----------------- | --------------- | ------------- |
| HMS Conflict | 3. ledna 1894 | 13. prosince 1894 | červenec 1899   | Vyřazen 1920. |
| HMS Teazer   | 3. února 1894 | 9. února 1895     | březen 1899     | Vyřazen 1912. |
| HMS Wizard   | 3. dubna 1894 | 26. února 1895    | červenec 1899   | Vyřazen 1920. |

## Konstrukce
Výzbroj představoval jeden 76mm kanón, pět 57mm kanónů a dva jednohlavňové 457mm torpédomety se zásobou čtyř torpéd. Pohonný systém tvořily tři kotle White a dva tříválcové parní stroje s trojnásobnou expanzí o výkonu 4500 hp, roztáčející dva lodní šrouby. Spaliny odváděly tři komíny. Nejvyšší rychlost dosahovala 27 uzlů. Dosah byl 3000 námořních mil při rychlosti deset uzlů.

### Modifikace
Roku 1900 byl Wizard vybaven třemi kotly Admiralty.